# Malik Nizam al-Din Yahya
Malik Nizam al-Din Yahya (vers 1417 – octubre de 1480) fou malik mihrabànida de Sistan de 1438 o 1439 fins a la seva mort. Fou el fill de Shams al-Din Ali.
Nizam al-Din va arribar al tron de Sistan a la mort del seu pare el 1438 o 1439. Durant el seu regnat ca passar un temps considerable a la cort timúrida a Herat. Un temps després que el timúrida Abu Saïd va conquerir el Khurasan el 1458, Nizam al-Din fou cridat pel timúrida a Herat. Allí li va donar una de les seves germanes en matrimoni.
El 1468 Abu Said va iniciar una campanya militar contra els aq qoyunlu de l'Azerbaidjan. Nizam al-Din va participar en la campanya dirigint una part de l'exèrcit a Sistan. Finalment l'operació va acabar en desastre i tant Abu Said com Nizam al-Din foren capturats pels aq qoyunlu, que van ocuypar breument Herat. El cap turcman Uzun Hasan va empresonar Nizam al-Din per sis mesos però el va alliberar i els va restaurar com a governant del Sistan, i encara li va donar terres a Fars i Kerman. Finalment els timúrides sota Husayn Baykara van aconseguir recuperar Herat, però Nizam al-Din va seguir obligat a pagar tribut a Uzun Hasan.
Els darrers anys de govern de Nizam al-Din van estar dominats per les discòrdies. El malik va augmentar el poder del seu comandant en cap (sipahsalar) Mir Sayyid Ahmad i els seus fills, que governaven diversos districtes de Sistan. Vers 1475 Nizam al-Din va dirigir una campanya per assegurar la seva autoritat sobre el districte de Garmsir i Makran, amb Mir Sayyid Ahmad i els seus fills participant en la campanya. Quan l'exèrcit mihrabànida va arribar al riu Helmand Nizam al-Din va planejar arrestar al sipahsalar i la seva família, però aquests foren advertits i van aconseguir fugir.
Mir Sayyid Ahmad i els seus fills es van dirigir a Herat on es van entrevistar amb el timúrida Husayn Baykara al que van convèncer de revocar a Nizam al-Din com a governant del Sistan i donar el govern a Badi al-Zaman, el fill de Husayn Baykara. Nizam al-Din, quan fou informat, va considerar inútil resistir, ja que Mir Sayyid Ahmad tenia un gran suport a la regió i es va dirigir a la frontera sud on va governar sobre diverses fortaleses lleials i va establir una base d'operacions. El 1478 fou cridat per la població de Zirih a tornar al Sistan, però fou rebutjat per les forces de Badi al-Zaman i Mir Sayyid Ahmad. El 1480 el poble de Zirih el va cridar altre cop però llavors el malik ja estava malalt i va morir poc després. Els seus comandants militars van elegir llavors com a successor al seu fill gran Malik Shams al-Din Muhammad.